# 大阪リゾートアンドスポーツ専門学校

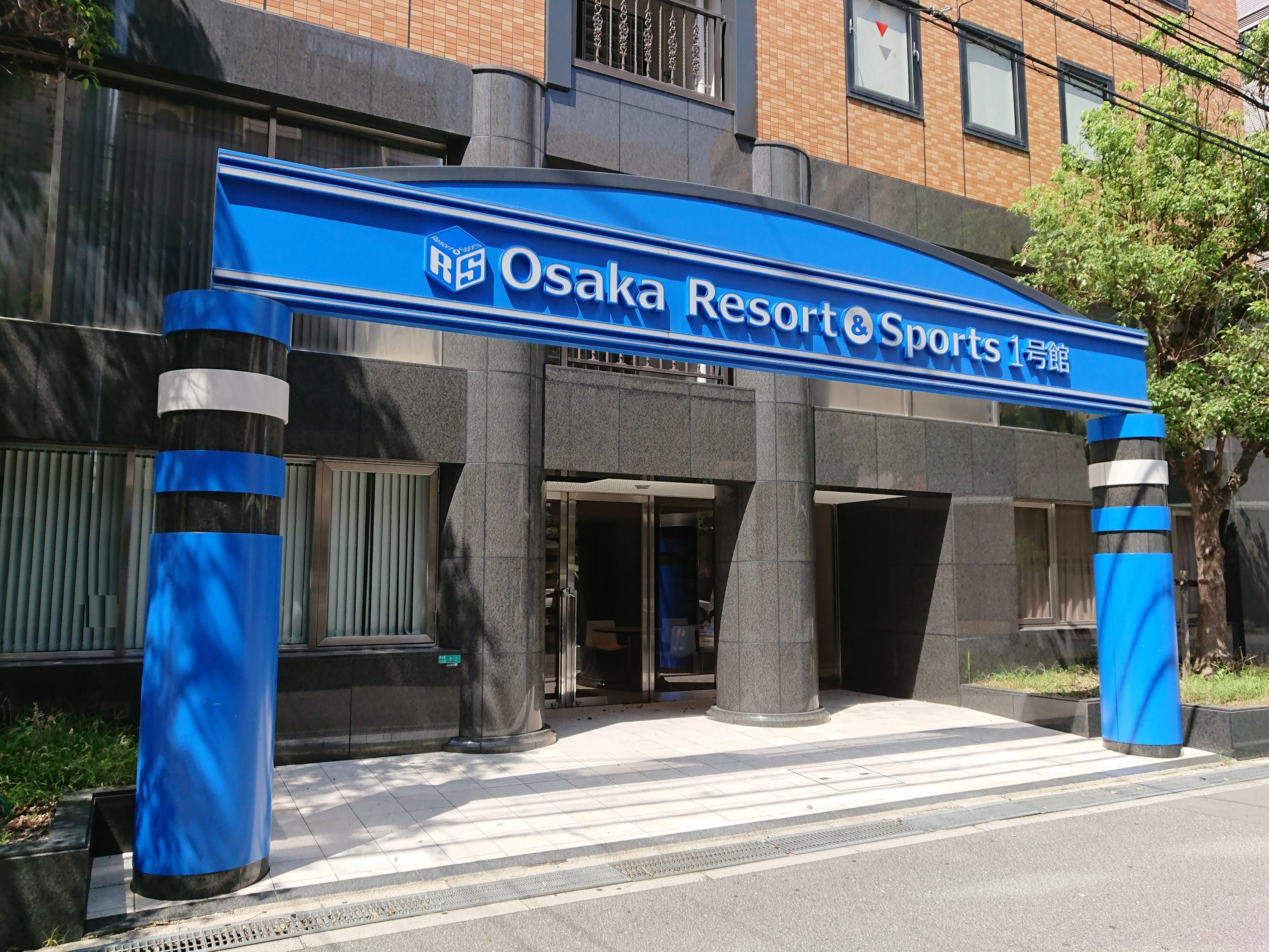
大阪リゾートアンドスポーツ専門学校 1号館

大阪リゾートアンドスポーツ専門学校（おおさかリゾートアンドスポーツせんもんがっこう）は、学校法人三幸学園が運営する大阪府大阪市淀川区にある専修学校。スポーツ系インストラクターやトレーナー・幼稚園教諭などの育成を目的としている。
学校行事には、｢三幸フェスティバル｣という大体育大会が、九月に行われる。

## 沿革
- 1992年 開校

## 学科
- アスレティックトレーナー科（AT）
- スポーツトレーナー科（ST）
- スポーツインストラクター科（SI）

（2020年度より健康スポーツ科（KS）から変更）
- スポーツビジネス科（SB）

（2020年度より新設）
- スポーツ保育科（SK）

## 姉妹校
札幌市・仙台市・東京都・横浜市・名古屋市・福岡市などに、姉妹校「～～リゾートアンドスポーツ専門学校」（「～～」の部分には、地域名）がある。

## 所在地
- 〒532-0011 大阪府大阪市淀川区西中島3-6-2

最寄り駅は南方駅（阪急京都本線）、西中島南方駅（Osaka Metro御堂筋線）